# Likwidacja szkody
Likwidacja szkody (również postępowanie likwidacyjne) – proces polegający na podejmowaniu przez zakład ubezpieczeń czynności zmierzających do ustalenia przyczyn oraz odpowiedzialności za szkodę, jak też wysokości odszkodowania lub świadczenia za powstałą szkodę, czyli czynności pomiędzy zgłoszeniem roszczenia, a wypłatą odszkodowania bądź odmową.
Postępowanie ma wyjaśnić:
- okoliczności wypadku
- przyczyny i skutki wypadku
- istnienie bądź nie odpowiedzialności zakładu ubezpieczeń
- rozmiar szkody i odszkodowania
- istnienie ewentualnych odpowiedzialności osób trzecich za szkodę.